# Chapelle Notre-Dame de Polignan
La chapelle Notre-Dame de Polignan est un édifice religieux catholique située à Gourdan-Polignan, en France.
Le retable triptyque du maître-autel et les vantaux du portail sont classés au titre d'objet des monuments historiques de France.

## Présentation
La chapelle est située dans le département français de la Haute-Garonne, en vallée de la Garonne, dans le Comminges. La chapelle est attenante au lycée Paul-Mathou.

## Historique

### Légende de la Vierge noire
Près de l'actuel lycée technique se trouvait une ferme, parmi les bœufs, un mangeait beaucoup moins que les autres mais était plus gras. Chaque jour, il sortait de l'étable et alla toujours vers le même buisson. Par curiosité, le fermier décida d'aller voir ce qui se trouvait dans ce buisson, et découvrit une statue d'une Vierge noire avec l'enfant Jésus que léchait tendrement le taureau.
Le fermier eut alors l'idée de l'apporter au curé de Huos (certaines disent au curé de Gourdan) et la plaça dans son église. Pendant la nuit, la statue retourna dans ce buisson fait de ronces et de cailloux.
Elle fut rapportée une seconde fois dans l'église et attachée avec des chaînes, mais la nuit suivante, la statue retourna à sa place favorite. Le curé et les villageois conclurent que la Vierge Marie voulait qu'à cet endroit soit construit un oratoire ou une chapelle. Aujourd'hui, cette chaîne est encore suspendue au mur derrière la statue.

### Origine de l'actuelle chapelle
Le document le plus ancien retrouvé parle de l'existence d'une chapelle en 1361, il est écrit « qu'un legs de quatre livres de cire a été fait à l'hôpital et à la Chapelle Sainte-Marie de Polignan ». Il y avait alors au XIVe siècle un hôpital et une chapelle à cet endroit, mais on ne peut savoir depuis combien de temps avait été construite la chapelle.
Le Pouillé Commingeois (Bulletin philologique et historique) de 1387 décrit une chapelle délabrée et sans revenus.
D'importantes informations sur l'histoire de la chapelle ont été trouvées dans le Testament de noble Espagnolet de Mauléon, Seigneur de Gourdan en 1548. Sur ce document, le seigneur de Gourdan demande : "qu'il soit dit un trentenaire de messes dans son église, la chapelle de Polignan". On peut donc conclure que la chapelle lui appartient. Il demande aussi que " ladite église et chapelle soit au plutôt achevée pour la gloire de Dieu et de la glorieuse Vierge Marie". Il ordonne aussi que "les offrandes et rentes provenant du champs à proximité de la dite église soint affectés à ces travaux". Lui-même "donne la somme de cinq cents escus pour achever sa chapelle l'église de Polignan et veut que l'église soit voûtée". Son blason sera mis sur la voûte ainsi qu'aux autres lieux remarquables.
C'est donc vers 1550 que la chapelle actuelle fut reconstruite par les deniers de la famille Binos (successeur d'Espagnolet), seigneur de Gourdan. Sur les clefs de voûte de la nef principale sont marqués la date de 1551 avec le nom d'Espagnolet et le blason de la famille Binos : « levrette de sable au collier d'or », la litre seigneuriale se voyait avant la restauration moderne.

### La chapelle et le couvent Cordeliers
Un document de 1611 appartenant aux Franciscains décrit la donation de la chapelle et du terrain appartenant à « Messire de Binos » aux Cordeliers de Valcabrère de la Province de Toulouse, avec l'accord du curé de la paroisse M. Lestrade. Les Cordeliers de Valcabrère établirent alors un couvent près de la chapelle, mais les évêques du Comminges n'étaient pas d'accord sur leurs droits de possession.
Vers 1630, Mgr Donnadieu de Griet se félicite de récupérer la chapelle et dit : "Dieu nous a fait la grâce de recouvrer depuis peu de jours une église qui avait été occupée par des religieux, où nous espérons faire quelque chose pour Dieu". Mgr Donnadieu de Griet y établit des prêtres pour y découvrir les ordinants en attendant qu'un séminaire puisse être fondé. Il en fait sa maison presbytérale, et y réunit des conférences ecclésiastiques. Cependant, le couvent et la chapelle restent en possession des Cordeliers jusqu'à la Révolution. Une dévotion particulière des peuples était toujours faite certains jours de l'année à la Sainte Vierge en ces temps-là.
Lors de la Révolution, il y eut un inventaire dressé selon les décrets de l'Assemblée nationale par M. Lay maire de Gourdan et M. Barre conseiller du roi. En 1791, un cordelier de Mirande, Pierre Dumas devient acquéreur du couvent de Polignan. La chapelle resta fermée le temps de la Révolution jusqu'au rétablissement du culte en 1802, les offices furent alors très fréquentés. Les frères Dumas établirent un collège ecclésiastique dans le couvent en y faisant venir des professeurs et une cinquantaine de jeunes gens dans pendant quelques années.
En mai 1820, l'ancien couvent et les dépendances sont vendus à l'abbé De Latour-Landorthe.

### La chapelle et le Petit Séminaire de Polignan
En novembre 1821, l'abbé De Latour-Landorthe donne à l'archevêque de Toulouse la chapelle, le couvent et les terres adjacentes pour la fondation du Petit Séminaire de Polignan qui remplace l'ancien couvent des Cordeliers. En septembre 1822, le cardinal de Clermont-Tonnerre annonce l'ouverture prochaine du séminaire. À la place du couvent est alors construit le bâtiment en pierre taillée (l'actuel lycée technique Paul-Mathou).
La chapelle est fermée au public par M. Sourrieu (premier supérieur de Polignan), et est seulement ouverte deux jours par an, le 8 septembre (Nativité de la Vierge Marie) et le Jeudi Saint.
N'acceptant pas l'interdiction d’accès à la chapelle, la population manifeste son mécontentement et provoque des dégradations au porche lors d'une émeute. M. Véziat (successeur de M. Sourrieu) ouvre alors la grande porte au public et démolit le porche endommagé. Pour permettre aux séminaristes d'étudier en tranquillité, M. Véziat a l'idée de diviser la chapelle en trois parties, suivant les trois nefs : il les sépare entre elles par des lambris en bois de 3 mètres de hauteur. Ainsi le côté sud, dédié à saint Joseph, est réservé aux domestiques ; le côté nord, dédié à saint Louis-de-Gonzague (patron des séminaristes), est autorisé aux fidèles extérieurs ; la nef centrale et le chœur sont réservés aux activités du séminaire.
Le décor des murs de la chapelle sont réalisés par M. Bernard de Luchon sous la direction de M. Perrin (supérieur de 1842 à 1869).
Le séminaire compte jusqu'à 340 élèves vers 1870. Grâce à ses succès universitaires, on le définit comme « une manufacture de bacheliers ». De lui sont sortis des sujets brillants : des cardinaux et des évêques, comme le cardinal Sourrieu, Mgr Dubreuil, Mgr Bélaval, Mgr Touzet ; des maréchaux de France et des officiers supérieurs, comme le maréchal Foch, le général Anglade ; des savants, comme Filhol et Estinès ; des artistes, comme Bouéry et Larrieu ; des archéologues comme Anthyme Saint-Paul, etc. La modicité de la pension et la très sérieuse formation qui était donnée permit à toutes les modestes familles du Comminges d'y faire étudier leurs fils. Le séminaire fournit au Comminges et à la France de nombreux prêtres, médecins, officiers, professeurs, magistrats, fonctionnaires.
En 1905, le Petit Séminaire de Polignan n'a plus que 75 élèves et restera en fonction jusqu'à la loi de séparation des Églises et de l'État en 1906.
Le bâtiment reste inoccupé pendant quelques années jusqu'à devenir hôpital militaire pendant la guerre de 1914, avant de devenir collège et lycée technique. Le séminaire répondait à un tel besoin qu'en 1912, un nouveau séminaire fut établi au nord de l'ancien sous la protection de Mgr Germain, archevêque de Toulouse.
Après la guerre, la chapelle est rouverte au culte et à la dévotion mariale.
Elle fut affectée au département de la Haute-Garonne, et reste encore aujourd'hui la propriété du Conseil départemental de la Haute-Garonne, situation rare pour un monument de ce type.
En 1930, un séminaire fut aménagé à l'hôtel de Lassus de Montréjeau grâce à l'aide du maréchal Foch (ancien élève du Petit Séminaire de Gourdan) et de la famille de Lassus. L'école prit le nom de Notre-Dame du Comminges et resta ouverte jusqu'en 1981.
Lors de la rénovation du lycée technique Paul Mathou par le Conseil Régional de Midi-Pyrénées dans les années 1990, l'extérieur de la chapelle avait aussi été remis en état.

### La chapelle auXXIesiècle
Au début du XXIe siècle, la chapelle n'est ouverte que quelques fois par an, pour des visites guidées ou pour les plus importantes fêtes mariales du calendrier liturgique catholique :
- les Journées européennes du patrimoine[3] ;
- la fête de la Nativité de Marie, célébrée le 8 septembre (lorsque le 8 coïncide avec le dimanche) ;
- la Solennité de la Sainte Marie Mère de Dieu, célébrée le 1er janvier.

## Statue de Notre-Dame de Polignan
Au début du XIXe siècle a eu lieu un échange de la statue originale de Notre-Dame de Polignan avec une réplique. La statue originale se trouverait à Marssac-sur-Tarn chez la famille Greschny. Le 3 juin 1979, Nicolaï Greschny affirmait à M. Yves Marc, rédacteur au journal La Dépêche du Midi : « Voici l'original de Notre-Dame de Polignan, une magnifique Vierge noire du XIVe siècle. Je l'ai achetée dans une vente aux enchères. Celle que l'on voit à la chapelle de Gourdan, n'est qu'une copie ».
À la suite de la loi de séparation des Églises et de l'État, le retable, les bas-reliefs des frontispices, ainsi que la statue originale de Notre-Dame de Polignan furent enlevés et cachés pour échapper à la spoliation. Après ces moments difficiles, le retable fut remis en place mais non les bas-reliefs des frontispices ainsi que la statue originale de Notre-Dame de Polignan qui disparurent sans laisser de traces, une copie de la statue fut alors faite pour la remplacer.

## Peinture sur les arcs gothiques de la voûte du chœur
Les bas-reliefs des frontispices ayant disparu, le supérieur du séminaire fit peindre trois scènes de la vie de Marie sur les arcs gothiques de la voûte du chœur : la Pentecôte, le couronnement de la Vierge et les noces de Cana. Vers 1920, furent peints sur toute la voûte centrale des anges portant des phylactères avec les litanies de la Vierge Marie.

## Description

### Extérieur
Les dimensions de la chapelle sont de 20 mètres de longueur et de 17 mètres de largeur.
Au-dessus du portail de la chapelle, on peut voir deux pierres avec les inscriptions gravées suivantes :
- La première pierre date de la reconstruction de la chapelle au XVIe siècle, deux croix entourent le monogramme IHS (abréviation de Jésus en grec), et le monogramme Marial composé des lettres A et M entrelacées, initiales de l’Ave Maria.
- La seconde pierre (de couleur différente) a été ajoutée au XVIIe siècle, on peut y lire un message en ancien français avec la date de 1613 : Ici est la maison de Dieu et la porte du ciel, les justes y entreront.

- Sur la gauche sur portail, un visage souriant est gravé sur une pierre.
- Sur les vantaux en bois sont présentés en demi-relief : saint Jean l'évangéliste, la Vierge Marie avec l'enfant Jésus, un Christ "aux outrages" et saint Vincent patron de Gourdan.

Sont classés au titre objet des monuments historiques :
- Les 2 vantaux en bois du portail datant du XVIe siècle[2].

### Intérieur
La longueur de la nef principale est de 12 mètres, sa largeur est de 7 mètres.

#### Partie arrière
Une croix en pierre datant de la construction de la chapelle était placée en haut du toit. Elle a été remplacée par un carillon dans les années 1950 pour sonner les angélus. Ce carillon a été offert par une habitante du village qui avait une grande dévotion pour Notre-Dame de Polignan, elle offrit cette cloche à condition qu'elle sonne les angélus. Le curé de Gourdan, l'abbé Bertrand Ricaud fait enlever la croix en pierre et mis à la place le campanile actuel. Lors de son installation, la cloche fut baptisée par l'archevêque de Toulouse Mgr Gabriel-Marie Garrone, en cette journée était organisée une fête.

#### Partie avant - Lanef
Les peintures des voûtes ont été faites par les frères Lasseran dans les années 1920.
Les peintures représentent des anges portant des phylactères des litanies de la Vierge Marie.

#### Les clés de voûte
Les clés de voûte sont au nombre de 8, les plus anciennes (ayant un intérêt historique) sont finement sculptées puis elles ont été peintent au XIXe siècle (sous l'ancien séminaire) en même temps que les clés de voûtes n'ayant pas eu de décorations.
Chapelle sud (2), les clés de voûtes sont uniquement peintent.
- La Sainte Famille : Jésus, Marie et Joseph y sont représentés deux fois. La première par leur nom, la deuxième par leurs symboles, les étoiles pour Jésus, le monogramme Marial composé des lettres A et M entrelacées pour Marie, et deux lys pour Joseph.
- Les armes de la France (3 fleurs de lys d'or sur fond d'azur) utilisées depuis Louis VII.

Chapelle nord (2) :
- Saint Joseph (clé de voûte uniquement peinte) : un lys, fleur symbole de saint Joseph.
- Marie et Jésus (M et IHS) (clé de voûte sculptée et peinte) : le M de Marie est entrelacé avec l'ancienne forme du monogramme trilitère du nom grec de Jésus IHS [7],[8].

Nef principale (3) :
Les clés de voûte de la nef principale sont les plus intéressantes pour l'histoire de la chapelle.
- Espagnolet / 1551 (clé de voûte sculptée et peinte) : le blason est divisé en deux. Sur la partie inférieure est écrit la date 1551 (date à laquelle la chapelle fut reconstruite). Sur la partie supérieure est écrit en abréger le nom d'Espagnolet (Hispagnolet) nom de celui qui a permis financièrement la reconstruction.
- Le Lévrier (clé de voûte sculptée et peinte) : le Lévrier fait partie des armoiries principales de la chapelle. Ce symbole héraldique se trouve aussi sur le portail d'entrée et sur le blason de la commune de Gourdan-Polignan. Le lévrier sont les armes de la famille d'Espagnolet (les ascendants paternels d'Espagnolet sont les Mauléon (leur armes sont le Lion)), (les ascendants maternels d'Espagnolet sont les Bize (leur armes sont le Lévrier)). Les armoiries de la famille Binos est la Roue (venant d'un des symboles représentant sainte Catherine). Jamais un Binos n'a eu dans sa famille un membre portant dans ses armoiries un Lévrier.
- Allusion au pape Pie IX avec une date. Au moment de la construction du séminaire le pape était Pie IX. (clé de voûte uniquement peinte).

Chœur (1) :
- La croix occitane représente saint Bertrand de Comminges (clé de voûte uniquement peinte) : saint Bertrand de Comminges était lié à la famille des comtes de Toulouse. Autour de la croix occitane sont écrites en latin les abréviations suivantes : « Sanct.. Bert.. episc.. Convenarum » (Sanctus Bertrandus episcopus de Lugdunum Convenarum) signifiant en français "Saint Bertrand évêque de Lugdunum Convenarum" (ancien nom de la ville de Saint-Bertrand-de-Comminges dans l'antiquité). Sa position à la clé de voûte du chœur, signifie sans doute à une mise sous protection du saint évêque.

#### Chapelle nord (à gauche)
L'autel est en bois sculpté avec des peintures imitant le marbre. La façade est ornée d'une guirlande de fleurs dorée, au centre est représenté un chrisme.
Le tabernacle est en bois sculpté et doré avec six colonettes. La porte du tabernacle est ornée d'un pélican nourrissant ses petits (le pélican est un des symboles représentant Jésus-Christ, car il nourrit les hommes de son corps et de son sang).
Les quatre niches sont vides (2 à gauche, 2 à droite), une statuette a disparu, les trois autres sont conservées à la sacristie.
La balustrade qui se trouvait au dessus le tabernacle a aussi disparu.
Sont inscrits à l'inventaire des monuments historiques :
- L'autel et le tabernacle (avec les quatre statuettes) datent du XVIIIe siècle[10].

#### Chapelle sud (à droite)
L'autel est en bois sculpté avec des peintures imitant le marbre. Sur la façade est représenté un cœur au milieu de deux rameaux dorée.
Le tabernacle est en bois sculpté avec des ornements et quatre colonettes dorées. La porte du tabernacle est ornée d'un Ecce Homo.
Les cinq niches sont vides (2 à gauche, 2 à droite et une au sommet où est placée la statuette de la Vierge à l'Enfant), deux statuettes ont disparu, les trois autres sont conservées à la sacristie. La balustrade qui se trouvait dessus le tabernacle a aussi disparu.
Sont inscrits à l'inventaire des monuments historiques :
- L'autel et le tabernacle (avec les cinq statuettes) datent du XVIIIe siècle[11].

#### Lechœur
Sont classés au titre objet des monuments historiques :
- Le retable triptyque du maître-autel datant du XVIe siècle[1].

##### Peinture sur les arcs gothiques de la voûte
Sur les arcs gothiques de la voûte sont peintes trois scènes de la vie de Marie, la Pentecôte, le couronnement de la Vierge et les noces de Cana.

#### Le retable triptyque
Le retable triptyque daté du XVIe siècle, composé de trois panneaux, raconte l'histoire de Marie, de ses parents Joachim et Anne, et de la naissance de Jésus en 17 tableaux, au centre une statue de la Vierge noire. Le retable se lit de gauche à droite et de bas en haut.
En bas des panneaux gauche et droit du retable, une frise représente seize personnages de l'Ancien Testament.

##### Description des panneaux
Panneau gauche, en bas à gauche :
1) Le couple Anne et Joachim rejetés à l'entrée du temple. Ce sont de pieux juifs qui se rendent régulièrement au temple pour apporter les offrandes, mais le prêtre remarque qu'ils n'ont pas encore d'enfants. À l'époque la stérilité était perçue comme une punition divine, le prêtre refuse alors l'offrande, le servant présente la Bible ouverte au livre du Lévitique où il est écrit : Dieu exige la pureté de qui présente l'offrande. Joachim et Anne décident comme pénitence de se séparer.
2) La pénitence de Joachim. Joachim est parti dans la montagne comme berger, après trois années un ange lui apparaît pour lui dire que Dieu est prêt à les exaucer et qu'il peut retourner auprès d'Anne.
3) Anne et l'ange messager. Anne lit des psaumes, un ange est envoyé par Dieu le père, pour lui dire qu'il est prêt à les exaucer et que Joachim est sur le chemin du retour.
Panneau gauche, en haut à gauche :
10) La Nativité de Jésus. Au premier plan, Joseph parle à Marie. Marie avec une auréole est en état de prière. Au centre l'Enfant Jésus, derrière lui un taureau. En arrière-plan un décor d'arcade avec une tour, au ciel Dieu le Père contemple la scène.
11) La circoncision de Jésus. Le huitième jour après sa naissance, Marie et Joseph présentent au temple l'enfant, il reçoit le nom de Jésus, le nom que l’ange Gabriel lui avait donné avant sa conception. Le prêtre et son assistant pratiquent la circoncision.
Il y a inversement entre les panneaux 11 et 12.
12) L'annonce aux bergers. Dans un paysage montagneux et verdoyant, l'ange Gabriel annonce à un groupe de bergers la naissance du Christ.
Panneau central, en bas à gauche :
4) Les retrouvailles de Anne et Joachim. Anne et Joachim se retrouvent à l'entrée de Jérusalem. Dieu le père bénit le couple.
5) La Nativité de Marie. Marie est née, elle est allaitée par une nourrice accompagnée d'une sage-femme. La tradition juive interdit à la mère de nourrir son bébé pendant la semaine d'impureté légale. Après être baigné et emmailloté, le bébé est allaité par une nourrice.
6) La Présentation de Marie au Temple. À l'âge de trois ans Marie est présenté au Temple de Jérusalem par ses parents, un prêtre accueille Marie.
Panneau central, en haut à gauche :
13) L'adoration des mages. Les mages viennent voir l'Enfant Jésus et lui offrent des présents, de l’or, de l’encens et de la myrrhe. Le plus jeune au visage bronzé est agenouillé et remet l'or. Le plus âgé au visage blanc est debout, il montre l'étoile et porte de l'encens. Celui d'âge moyen au visage noir est debout, il porte la myrrhe et tient probablement une longue-vue servant à regarder les étoiles.
14) La statue de la Vierge Noire. Un soleil est peint sur le fond. Sur le socle est représenté un visage d'ange, dessus est posée une statue en bois sculpté de Marie avec l'Enfant Jésus sur ses genoux. Ils ont une couronne dorée sur la tête, Marie tient un sceptre. Derrière la statue les chaînes de la légende.
15) La Présentation de Jésus au Temple. Accomplissant une prescription de la loi juive - « Tout mâle premier-né sera consacré au Seigneur » (Ex 13:2,11-13) - les parents de l'enfant Jésus le présentent et l'offrent au Temple de Jérusalem. Au côté du prêtre un lévite, au côté de Marie, une amie avec un panier à la main.
Panneau droit, en bas à gauche :
7) Le mariage de Marie et Joseph. Au centre, le prêtre joint leurs mains selon le geste coutumier du mariage traditionnel. Derrière eux les parents de Marie et Joseph, les hommes sont aux côtés de Joseph, et les femmes sont aux côtés de Marie.
Il y a inversement entre les panneaux 8 et 9.
8) La Visitation. Marie, enceinte du Christ, rend visite à sa cousine Élisabeth, enceinte de Jean Baptiste.
9) L'Annonciation. L'ange Gabriel annonce à Marie sa maternité divine. L'Esprit Saint (symbolisé par la colombe) descend sur Marie pour la féconder, elle sera la Vierge, Mère de Dieu.
Panneau droit, en haut à gauche :
16) La fuite en Égypte. Joseph avec un bâton de berger indique le chemin. Sur un âne, Marie porte l'Enfant Jésus dans les bras ; tous les deux ont une auréole. Des arbres et deux clochers apparaissent dans le paysage.
17) Jésus parmi les docteurs. Marie et Joseph retrouvent Jésus (âgé de douze ans) parmi les docteurs du Temple de Jérusalem. Jésus est représenté avec une auréole et la bible dans la main gauche. Les prêtres et les savants s'extasient sur son intelligence et ses réponses.
18) La Dormition de Marie. Sous un baldaquin, les Douze Apôtres entourent Marie sur ses derniers jours terrestres.

##### Frise des prophètes en bas du retable
En bas des panneaux gauche et droit du retable, une frise représente seize personnages de l'Ancien Testament : un roi d'Israël et treize des seize prophètes. Leurs placements ne suivent pas l'ordre logique. Leur nom est écrit sur les manuscrits qu'ils tiennent. Un blason représentant le monogramme Marial est placé au milieu des frises gauche et droite.
La frise du panneau gauche représente : David, Moïse, Élie, puis Isaïe, Jérémie, Baruch, Osée et Joël.
La frise du panneau droit représente huit autres prophètes : Amos, Sophonie, Aggée, Ézéchiel, Daniel, Zacharie, Jonas et Malachie.

## Galerie

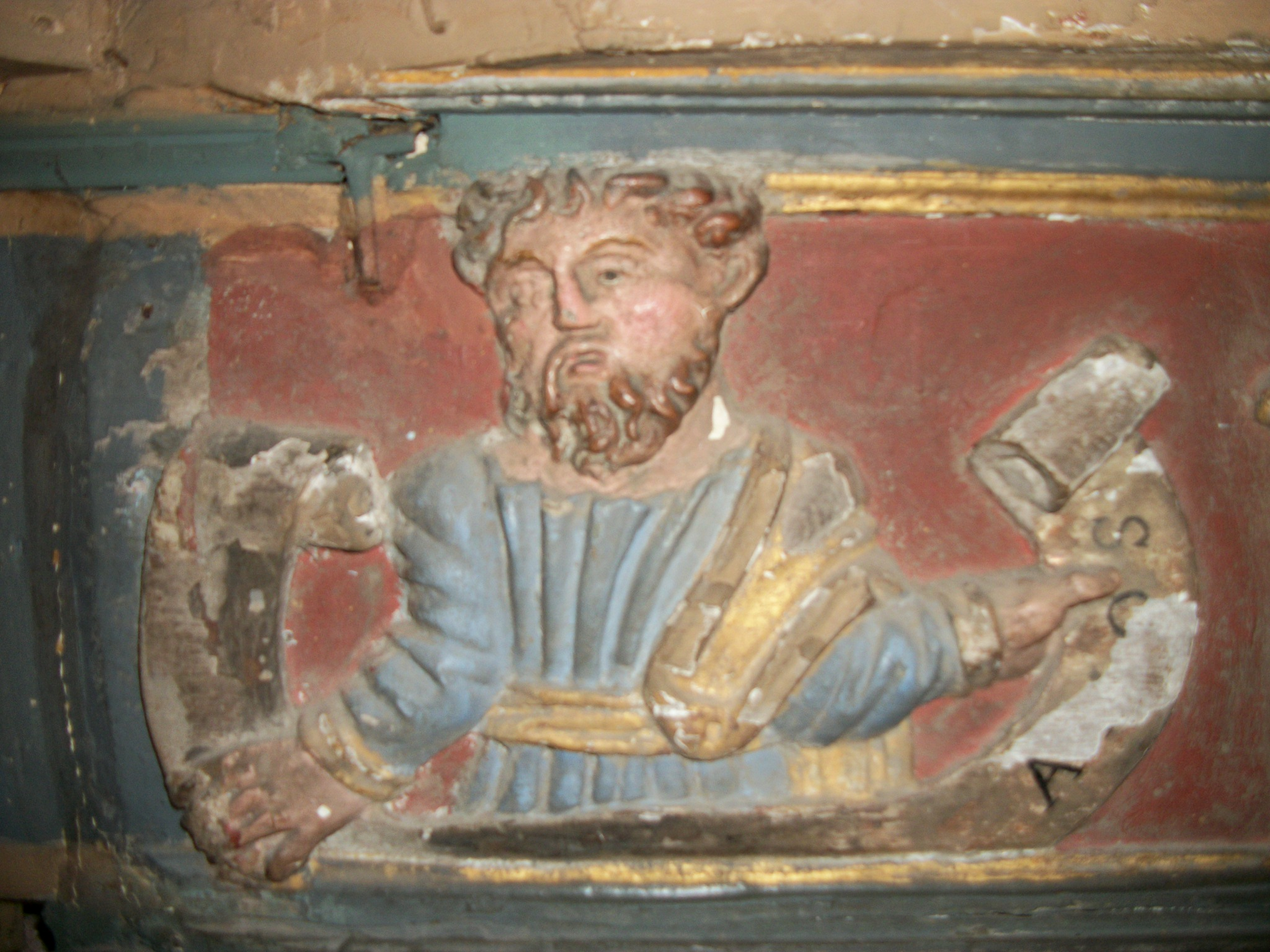
Amos
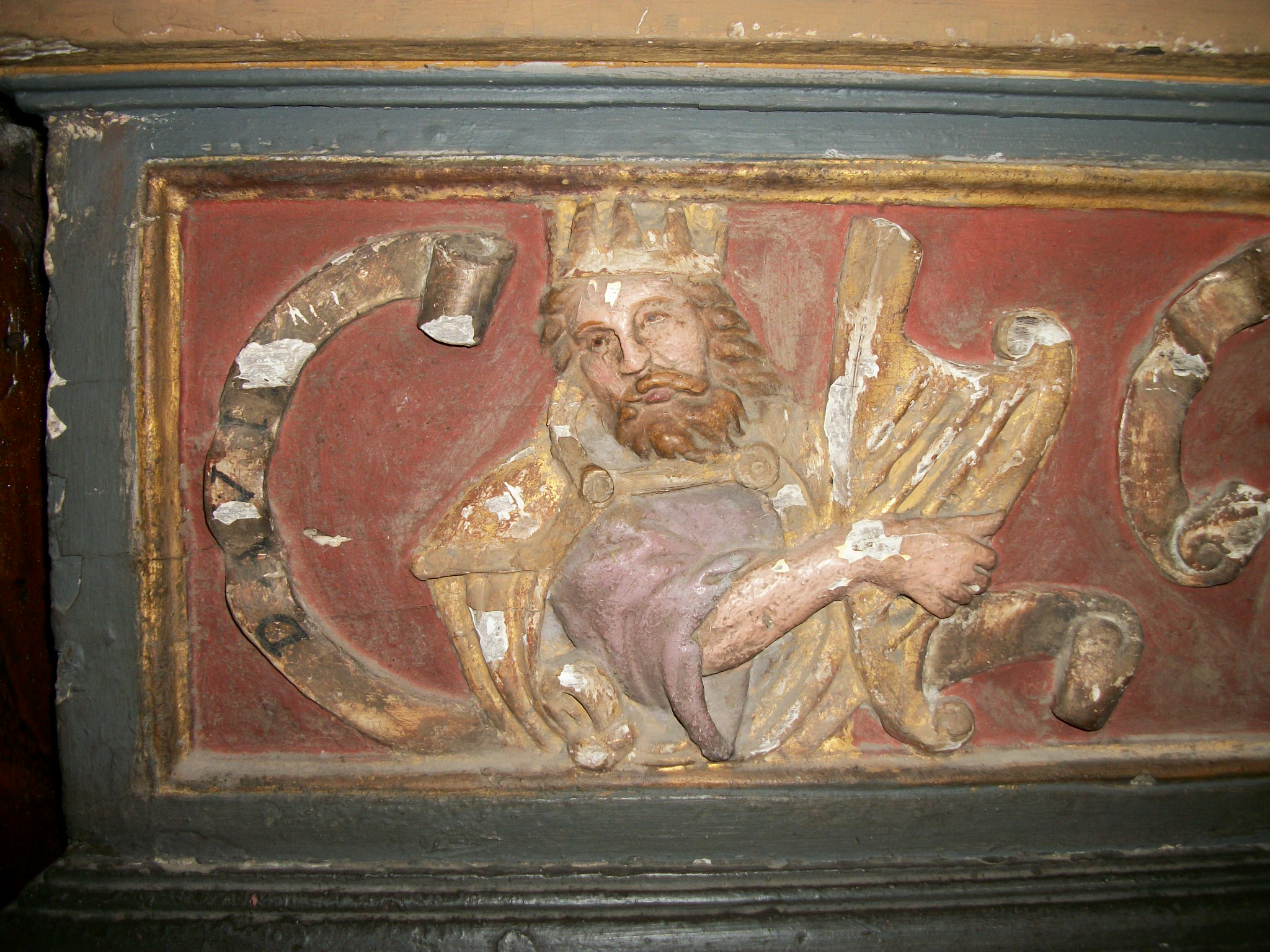
David (roi d'Israël et prophète)
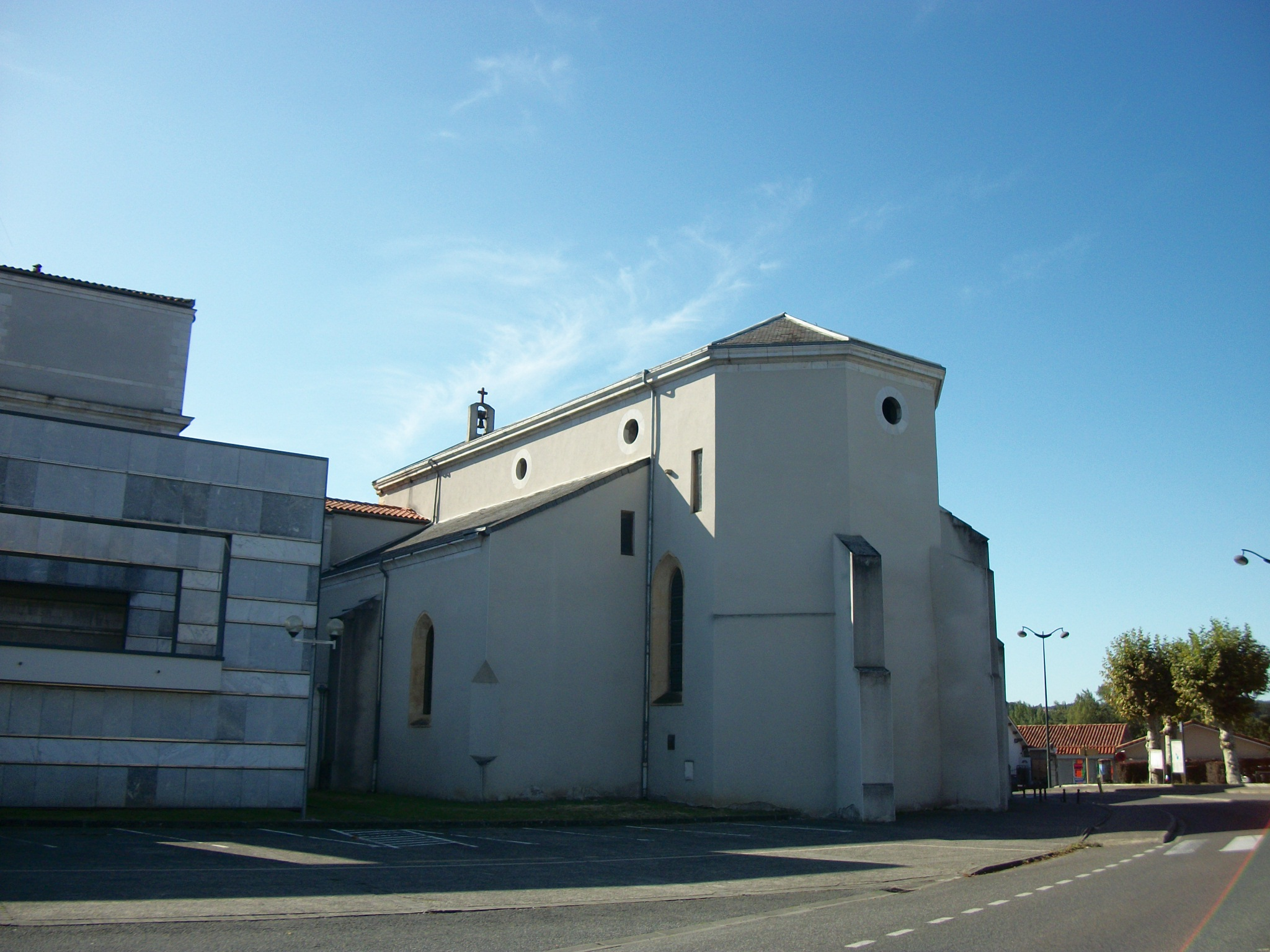
La chapelle Notre-Dame de Polignan attenante au lycée Paul-Mathou
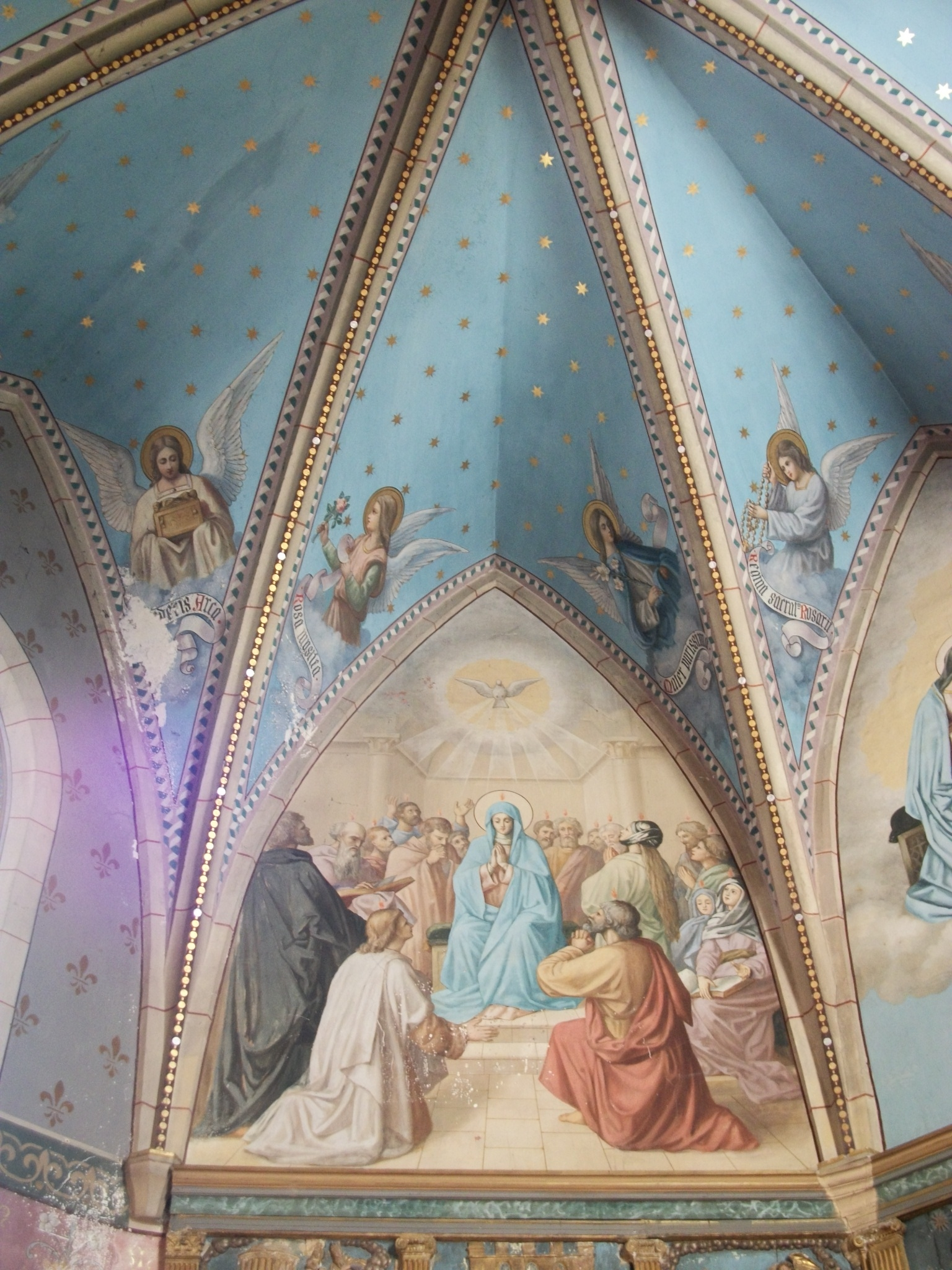
Sur l'arc gothique gauche de la voûte est représentée la Pentecôte
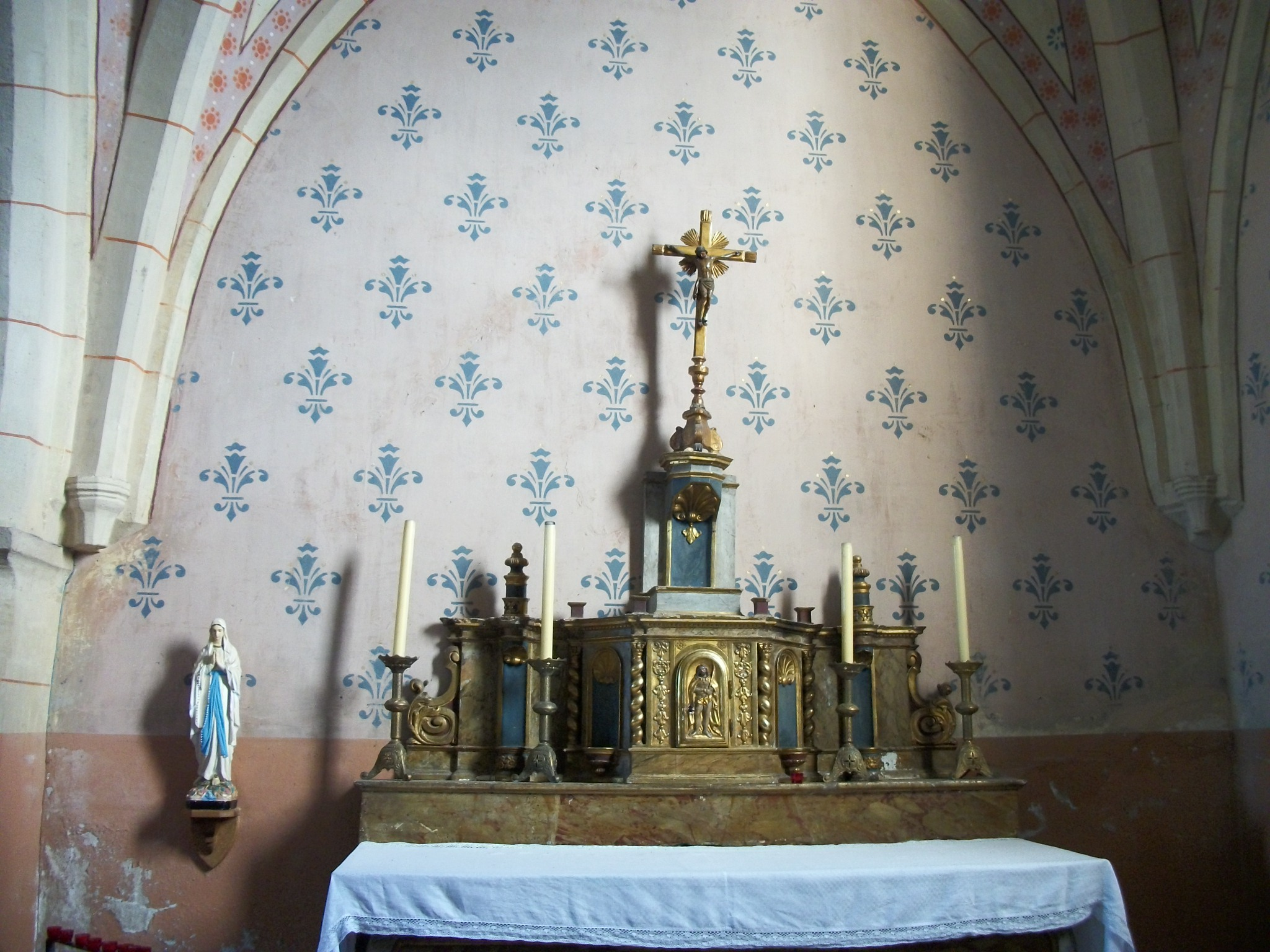
Autel en bois polychrome avec un petit retable tabernacle à cinq niches, à sa gauche une statue de Notre-Dame de Lourdes